# Isoetes prototypus
Isoetes prototypus är en kärlväxtart som beskrevs av D.M. Britton. Isoetes prototypus ingår i släktet braxengräs, och familjen Isoetaceae. Inga underarter finns listade i Catalogue of Life.